# Walter Wild
Walter Gustav Wild (ur. 13 października 1872 w Hottingen koło Zurychu, w Szwajcarii, zm. 16 grudnia 1953) – szwajcarski elektryk, pierwszy prezes klubu FC Barcelona. Funkcję tę pełnił od 29 listopada 1899 do 25 kwietnia 1901. Jego następcą był Bartomeu Terrades.

## Pierwszy prezes
Wild przyjechał do Hiszpanii, do Barcelony w sprawie zupełnie niezwiązanej z piłką nożną. Jego zadaniem wtedy było założenie sieci energetycznej w Katalonii, natomiast później prowadził tam prywatne interesy. Poznał wtedy Joana Gampera i Bartomeu Terradesa. Wild był miłośnikiem piłki nożnej, dlatego też zgodził się na sprawowanie funkcji prezesa klubu.

## Piłkarz i prezes
Walter Wild jako jedyny był piłkarzem i prezesem klubu jednocześnie. W barwach katalońskiego klubu zagrał w dziesięciu spotkaniach, w tym między innymi w debiucie klubu – 8 grudnia 1899, jak i z Reprezentacją Katalonii, wygranym przez Barcelonę 3:1.

## Po latach
Po rezygnacji Wild otrzymał honorowego prezesa w uznaniu za swój wkład w klub, ale po przeprowadzce do Londynu (co spowodowało powszechny błąd polegający na przypisywaniu mu obywatelstwa brytyjskiego), okazał niewielkie zainteresowanie klubem. Jego miejsce na fotelu prezesa zajął Bartomeu Terrades. Na pięćdziesięciolecie klubu, w 1949 roku, Wild przyjechał ponownie do Barcelony. Zaproszenie wysłał ówczesny prezes, Agusti Montal. Wild dostał na stadionie kilkuminutową owację na stojąco, co świadczyło o tym, że kibice nie zapomnieli tego, co uczynił dla drużyny. „To co zrobiłem dla klubu, to niewiele w porównaniu do tego, co otrzymałem od Barcelony i od całej Katalonii. Ten klub na zawsze pozostanie w moim sercu.”
W tej wypowiedzi było wiele kurtuazji, Wild nie interesował się przez te lata rozwojem klubu i jego potęga nieco go zaskoczyła. Pierwszy prezes klubu pełnił swoją funkcją z małymi przerwami przez 513 dni. Po złożeniu rezygnacji uzyskał miano honorowego prezesa klubu za zasługi włożone w rozwój klubu.